# جويات بيولوجية

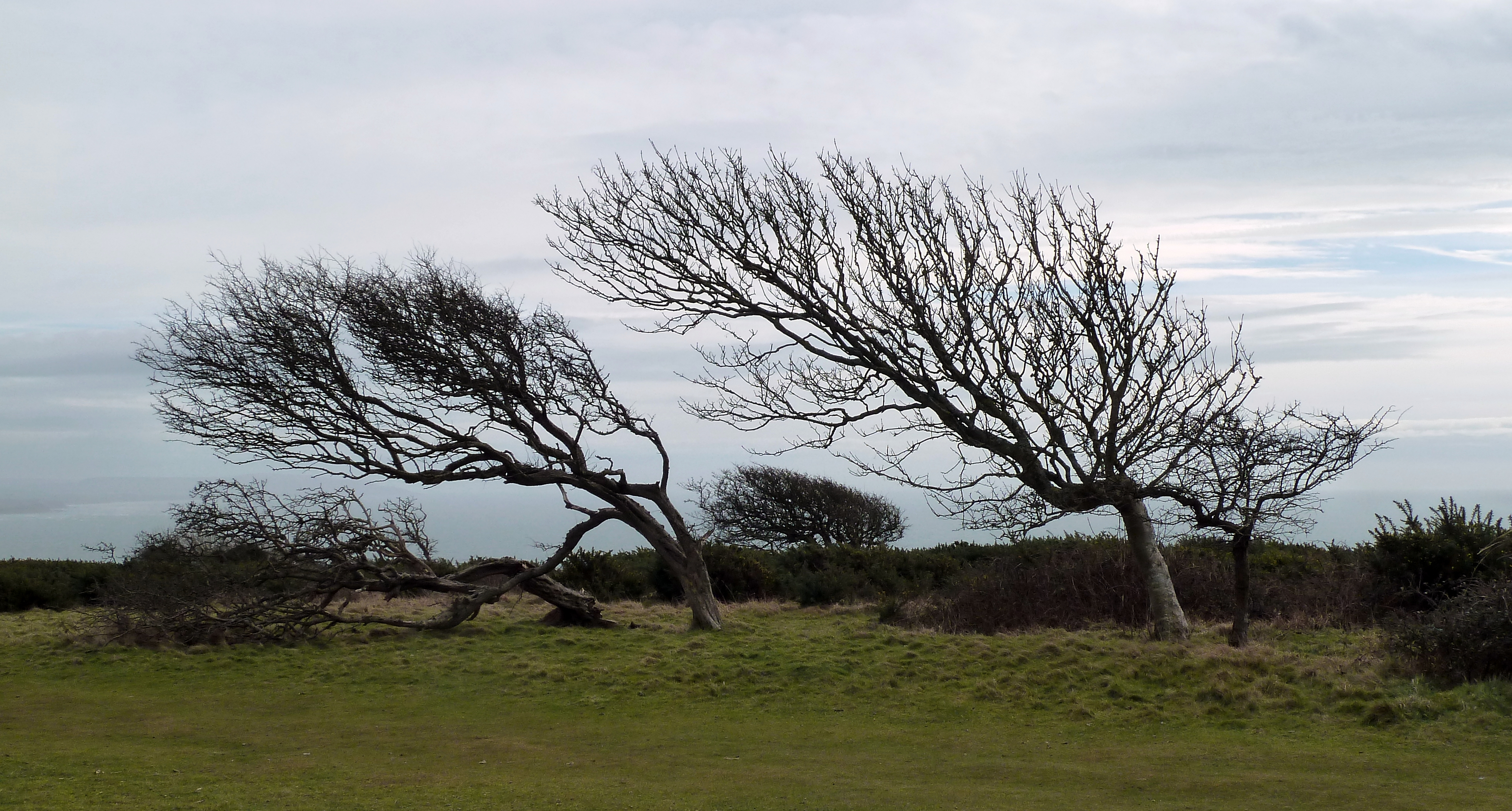
أشجار الهواء (أشجار تنمو في المناطق العاصفية)

الجويات البيولوجية هي مجال علوم متداخل الاختصاصات يدرس التفاعلات بين غلاف الأرض الحيوي وغلاف الأرض الجوي في النطاقات الزمنية لترتيب فصول السنة أو مدة زمنية أقصر من ذلك (وذلك على العكس من علم المناخيات الأحيائية).

## أمثلة للعمليات ذات الصلة
تؤثر أحداث الطقس في العمليات البيولوجية في نطاقات زمنية قصيرة. على سبيل المثال عندما تشرق الشمس فوق الأفق في الصباح، تصبح مستويات الإضاءة كافية لعملية التركيب الضوئي التي تحدث في أوراق النبات. وبعد ذلك أثناء النهار قد تؤدي درجة حرارة الجو والرطوبة إلى غلق جزئي أو كلي للـفوهات، وهي استجابة طبيعية للعديد من النباتات للحد من فقد الماء من خلال النتح. وبشكل عام، يتحكم التطور اليومي للمتغيرات الجوية في النظم اليوماوي للنباتات والحيوانات على حد سواء.
وتؤثر الكائنات الحية من جانبها بشكل جماعي في أنماط الطقس. وتساهم نسبة البخر والنتح في الغابات أو أية منطقة زراعية كبيرة في بخار الماء في الغلاف الجوي. وقد تساهم هذه العملية الداخلية والمستمرة والسريعة نسبيا بشكل ملحوظ في استمرار عمليات الهطول في منطقة معينة. ومثال آخر هو ذبول النباتات والذي ينتج عنه تغييرات هائلة في توزيع زوايا أوراق الشجر ومن ثم فهي تحدد نسب الانعكاس والنقل وامتصاص ضوء الشمس في هذه النباتات. وذلك بدوره يغير بياض النظام البيئي وكذلك الأهمية النسبية للتدفقات المحسوسة والحرارة الكامنة من السطح للغلاف الجوي. على سبيل المثال في علم البحار لنتأمل إطلاق ثنائي ميثيل الكبرتيتد من خلال النشاط البيولوجي في مياه البحر وتأثيره على الضبوب الجوي.

## الجويات البيولوجية البشرية
لا تختلف الأساليب والقياسات المستخدمة عادة في الجويات البيولوجية عند تطبيقها في دراسة التفاعلات بين أجسام البشر والغلاف الجوي ولكن قد يتم استكشاف بعض النواحي والتطبيقات على نطاق أوسع. على سبيل المثال، أجريت دراسات على ظاهرة تبريد الرياح لتحديد المدة الزمنية التي يستطيع الفرد خلالها الاستمرار في التعرض لدرجة حرارة معينة وظروف يوجد بها رياح. هناك مثال آخر هام بشأن دراسة المستأرجات المنقولة جوا (مثل حبوب اللقاح والضبوب) وتأثيرها على الأفراد: إذ يمكن أن تدعم أحوال الجو أو تعيق إطلاق هذه المستأرجات ونقلها وترسيبها وفي بعض الأحيان تؤثر بشكل قوي على رفاهية السكان ذوي الحساسية العالية.

## وصلات خارجية
- Global Bioweather
- Dutch bioweather site